# Ray Moyer
Pour les articles homonymes, voir Moyer.
Paul Raymond « Ray » Moyer est un chef décorateur américain, né le 21 février 1898 à Santa Barbara (Californie), mort le 6 février 1986 à Los Angeles — Quartier de Woodland Hills (Californie).

## Biographie
Au cinéma, Ray Moyer contribue à cent-vingt-trois films américains, sortis entre 1927 et 1973. Souvent associé à son collègue Sam Comer, il travaille notamment pour Paramount Pictures (principalement) et, dans les dernières années, pour Batjac Productions (la compagnie de John Wayne).
Parmi ses nombreux films notables, mentionnons Les Quatre Filles du docteur March de George Cukor (version 1933, avec Katharine Hepburn et Joan Bennett), La Duchesse des bas-fonds de Mitchell Leisen (1947, avec Paulette Goddard et Ray Milland), Les Dix Commandements de Cecil B. DeMille (version 1956, avec Charlton Heston et Yul Brynner), Diamants sur canapé de Blake Edwards (1961, avec Audrey Hepburn et George Peppard), ou encore Cent dollars pour un shérif d'Henry Hathaway (1969, avec John Wayne et Kim Darby).
Ses trois derniers films (1973) sont les westerns Les Voleurs de trains de Burt Kennedy (avec John Wayne et Ann-Margret), Pat Garrett et Billy le Kid de Sam Peckinpah (avec James Coburn et Kris Kristofferson) et Les Cordes de la potence d'Andrew V. McLaglen (avec John Wayne et George Kennedy).
Ray Moyer est également décorateur à la télévision, sur un téléfilm (1959) et six séries (1955-1967), dont Le Grand Chaparral (deux épisodes, 1967).
Durant sa carrière, il obtient douze nominations à l'Oscar des meilleurs décors (détails ci-dessous), dont trois gagnés pour Samson et Dalila de Cecil B. DeMille (1949, avec Hedy Lamarr et Victor Mature), Boulevard du crépuscule de Billy Wilder (1950, avec William Holden et Gloria Swanson) et Cléopâtre de Joseph L. Mankiewicz (1963, avec Elizabeth Taylor, Richard Burton et Rex Harrison).

## Filmographie partielle

### Cinéma
- 1929 : Le Torrent fatal (Weary River) de Frank Lloyd
- 1929 : Tempête (The Squall) d'Alexander Korda
- 1929 : The Divine Lady de Frank Lloyd
- 1930 : La Patrouille de l'aube (The Dawn Patrol) d'Howard Hawks
- 1931 : Le Petit César (Little Caesar) de Mervyn LeRoy
- 1932 : Héritage (A Bill of Divorcement) de George Cukor
- 1933 : King Kong de Merian C. Cooper et Ernest B. Schoedsack
- 1933 : Les Quatre Filles du docteur March (Little Women) de George Cukor
- 1941 : L'Escadrille des jeunes (I Wanted Wings) de Mitchell Leisen
- 1941 : Les Voyages de Sullivan (Sullivan's Travels) de Preston Sturges
- 1942 : L'amour chante et danse (Holiday Inn) de Mark Sandrich
- 1943 : La Dangereuse Aventure (No Time for Love) de Mitchell Leisen
- 1943 : Dixie d'A. Edward Sutherland
- 1943 : Le Défilé de la mort (China) de John Farrow
- 1944 : L'amour cherche un toit (Standing Room Only) de Sidney Lanfield
- 1944 : Quatre Flirts et un cœur (And the Angels Sing) de George Marshall
- 1944 : Les Nuits ensorcelées (Lady in the Dark) de Mitchell Leisen
- 1944 : Voyage sans retour (Till We Meet Again) de Frank Borzage
- 1945 : La Duchesse des bas-fonds (Kitty) de Mitchell Leisen
- 1945 : Le Poids d'un mensonge (Love Letters) de William Dieterle
- 1945 : L'Or et les Femmes (Bring on the Girls) de Sidney Lanfield
- 1945 : Mascarade à Mexico (Masquerade in Mexico) de Mitchell Leisen
- 1947 : En route vers Rio (Road to Rio) de Norman Z. McLeod
- 1947 : Californie terre promise (California) de John Farrow
- 1947 : Les Exploits de Pearl White (The Perils of Pauline) de George Marshall
- 1948 : Les Yeux de la nuit (Night Has a Thousand Eyes) de John Farrow
- 1949 : Samson et Dalila (Samson and Delilah) de Cecil B. DeMille
- 1949 : Le Prix du silence (The Great Gatsby) d'Elliott Nugent
- 1949 : La Vengeance des Borgia (Bride of Vengeance) de Mitchell Leisen
- 1950 : Boulevard du crépuscule (Sunset Boulevard) de Billy Wilder
- 1950 : Chaînes du destin (No Man of Her Own) de Mitchell Leisen
- 1950 : Marqué au fer (Branded) de Rudolph Maté
- 1950 : Le Dénonciateur (Captain Carey, U.S.A.) de Mitchell Leisen
- 1951 : Le Gouffre aux chimères (Ace in the Hole) de Billy Wilder
- 1951 : La Mère du marié (The Mating Season) de Mitchell Leisen
- 1951 : Bon sang ne peut mentir (That's My Boy) d'Hal Walker
- 1952 : Le Fils de visage pâle (Son of Paleface) de Frank Tashlin
- 1952 : Sous le plus grand chapiteau du monde (The Greatest Show on Earth) de Cecil B. DeMille
- 1952 : Le Fils de Géronimo (The Savage) de George Marshall
- 1952 : Pour vous, mon amour (Just for You) d'Elliott Nugent
- 1953 : Stalag 17 de Billy Wilder
- 1953 : Houdini le grand magicien (Houdini) de George Marshall
- 1954 : Un grain de folie (Knock on Wood) de Melvin Frank et Norman Panama
- 1954 : Fenêtre sur cour (Rear Window) d'Alfred Hitchcock
- 1954 : Sabrina de Billy Wilder
- 1954 : Le clown est roi (3 Ring Circus) de Joseph Pevney
- 1956 : Les Dix Commandements (The Ten Commandments) de Cecil B DeMille
- 1956 : Le Trouillard du Far West (Pardners) de Norman Taurog
- 1957 : Drôle de frimousse (Funny Face) de Stanley Donen
- 1957 : Le Délinquant involontaire (The Delicate Delinquent) de Don McGuire
- 1957 : Amour frénétique (Loving You) d'Hal Kanter
- 1958 : Les Boucaniers (The Buccaneer) d'Anthony Quinn
- 1959 : Dans la souricière (The Trap) de Norman Panama
- 1959 : Le Dernier Train de Gun Hill (Last Train from Gun Hill) de John Sturges
- 1960 : Café Europa en uniforme (G.I. Blues) de Norman Taurog
- 1961 : Milliardaire pour un jour (Pocketful of Miracles) de Frank Capra
- 1961 : Diamants sur canapé (Breakfast at Tiffany's) de Blake Edwards
- 1963 : Cléopâtre (Cleopatra) de Joseph L. Mankiewicz
- 1964 : Jerry souffre-douleur (The Patsy) de Jerry Lewis
- 1964 : Prête-moi ton mari (Good Neighbor Sam) de David Swift
- 1965 : Les Quatre Fils de Katie Elder (The Sons of Katie Elder) d'Henry Hathaway
- 1965 : La Plus Grande Histoire jamais contée (The Greatest Story Ever Told) de George Stevens, David Lean et Jean Negulesco
- 1966 : El Dorado d'Howard Hawks
- 1967 : La Caravane de feu (The War Wagon) de Burt Kennedy
- 1968 : Will Penny, le solitaire (Will Penny) de Tom Gries
- 1968 : Cinq cartes à abattre (5 Card Stud) d'Henry Hathaway
- 1968 : Les Bérets verts (The Green Berets) de Ray Kellogg et John Wayne
- 1968 : Drôle de couple (The Odd Couple) de Gene Saks
- 1969 : Cent dollars pour un shérif (True Grit) d'Henry Hathaway
- 1970 : Chisum d'Andrew V. McLaglen
- 1970 : Catch 22 (Catch-22) de Mike Nichols
- 1971 : Big Jake de George Sherman et John Wayne
- 1971 : L'Homme de la loi (Lawman) de Michael Winner
- 1972 : Buck et son complice (Buck and the Preacher) de Sidney Poitier
- 1973 : Les Voleurs de trains (The Train Robbers) de Burt Kennedy
- 1973 : Pat Garrett et Billy le Kid (Pat Garrett & Billy the Kid) de Sam Peckinpah
- 1973 : Les Cordes de la potence (Cahill U.S. Marshal) d'Andrew V. McLaglen

### Télévision
- 1959 : Destination Space, téléfilm de Joseph Pevney
- 1967 : Le Grand Chaparral (The High Chararral), saison 1, épisode 1 Destination Tucson de William F. Claxton et épisode 2 The Arrangement de William F. Claxton

## Distinctions

### Récompenses
- Trois Oscar des meilleurs décors :
  - En 1951, catégorie noir et blanc, pour Boulevard du crépuscule, et catégorie couleur, pour Samson et Dalila
  - Et en 1964, catégorie couleur, pour Cléopâtre

### Nominations
- Neuf nominations à l'Oscar des meilleurs décors :
  - En 1945, catégorie couleur, pour Les Nuits ensorcelées
  - En 1946, catégorie noir et blanc, pour Le Poids d'un mensonge
  - En 1947, catégorie noir et blanc, pour La Duchesse des bas-fonds
  - En 1955, catégorie noir et blanc, pour Sabrina et catégorie couleur, pour Les Jarretières rouges
  - En 1957, catégorie couleur, pour Les Dix Commandements
  - En 1958, pour Drôle de frimousse
  - En 1962, catégorie couleur, pour Diamants sur canapé
  - Et en 1966, catégorie couleur, pour La Plus Grande Histoire jamais contée